# Wali Djantang
Wali Djantang es una comunidad o municipio del departamento de Maghama, en la región de Gorgol, en Mauritania. En marzo de 2013 presentaba una población censada de 12 026 habitantes.
Se encuentra ubicada al suroeste del país, sobre el desierto del Sahara, cerca de la frontera con Senegal.